# Jen Lien-kche
Jen Lien-kche,  阎连科, pinyin: Yán Liánkē (* 24. srpna 1958, Sōng Xiàn, Luòyáng) je současný čínský spisovatel, často označovaný za kontroverzního, protože některá jeho díla byla zcenzurovaná vládnoucí čínskou propagandou, byla zakázána nebo nesměla v ČLR vyjít. Žije a vyučuje literární psaní, literaturu na Lidové univerzitě v Pekingu.

## Biografie
Narodil se roku 1958 v provincii Hénán. V roce 1978 sloužil v Čínské lidové osvobozenecké armádě. O sedm let později absolvoval univerzitu v Hénánu, posléze vystudoval literaturu na Vysoké umělecké škole Čínské lidové osvobozenecké armády.

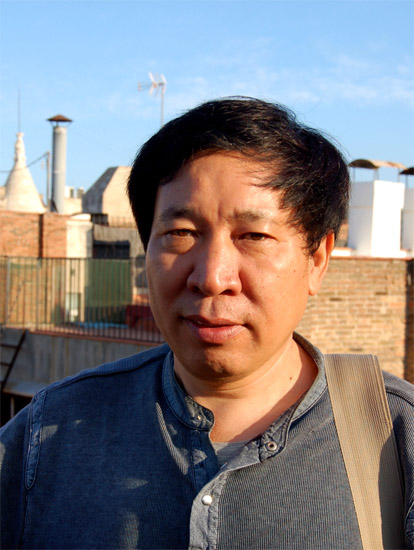
Jen Lien-kche

## Výběr vydaných knih
- 夏日落 (Xia ri luo; V Západu letního slunce), 1992

- 受活 (Shòu huó; Ještě si užít (nebo „Polibky od Lenina“), 2004

- 为人民服务 (Wèi rénmín fúwù; Služ lidu!), 2005

- 丁庄梦 (Dīng zhuāng mèng; O čem sní ve vesnici Tingů), 2006
- 我与父辈 (Wǒ yǔ fùbèi), 2009

- 四书 / 四書 (Sìshū; Čtyři knihy), 2010
- 北京，最后的纪念 (Běijīng, zuìhòu de jìniàn), 2012
- 炸裂志 (Zhàliè zhì; Rozpukov), 2013
- 日熄 (Rixi), 2015

## Překlady do češtiny
- Jen Lien-kche. Rozpukov: místopis čínského zázraku. Praha: Verzone. 1. vyd. 2016. ISBN 978-80-87971-10-9. Překlad: Zuzana Li.
- Jen Lien-Kche. Čtyři knihy. Praha: Verzone. 1. vyd. 2013. 308 S. ISBN 978-80-905017-2-0. Překlad: Zuzana Li. (Nominace na Magnesia Litera 2014)

- Jen Lien-Kche. Služ lidu! Praha: BB/art. 1. vyd. 2008. 160 S. ISBN 978-80-7381-278-2. Překlad: Petra Andělová.

## Literární ocenění
- 2000 - Cena Lǔ-Xùn, ČLR

- 2005 - Cena Lǎo-Shě, ČLR

- 2014 - Cena Franze Kafky, Česko

## Zajímavosti
U příležitosti vydání románu „Čtyři knihy“ byl v listopadu 2013 hostem v pražské knihovně Václava Havla, kde s diváky pohovořil o zákulisí a historii vydané knihy, či samotného čínského komunistického režimu. Setkání uváděla překladatelka jeho knihy Zuzana Li. Tlumočníkem mu pak byl český sinolog Zdeněk Hrdlička. Jen Lien-kche do ČR později zavítal víckrát, v roce 2014 si přijel do Prahy převzít Cenu Franze Kafky a v roce 2016 při příležitosti českého vydání jeho dalšího románu Rozpukov přijal pozvání Festivalu spisovatelů Praha. Český literární časopis A2 zařadil tento román mezi nejlepší světové prózy po roce 2000.
Jen Lien-kche označuje svou tvorbu za „mýtorealistickou“ (神实主义).